# Elecciones regionales de Ucayali de 2002
Las elecciones regionales de Ucayali de 2002 se llevaron a cabo el 17 de noviembre de 2002 para elegir al presidente regional, al vicepresidente regional y al Consejo Regional para el periodo 2003-2006. La elección se celebró simultáneamente con elecciones regionales y municipales (provinciales y distritales) en todo el Perú.
Como resultado de esta elección, Edwin Vásquez López, candidato del Movimiento Independiente Nueva Amazonía, obtuvo el 30.24% de votos válidos y resultó electo como presidente regional de Ucayali.

## Sistema electoral
El Gobierno Regional de Ucayali es el órgano administrativo y de gobierno del departamento de Ucayali. Está compuesto por el presidente regional, el vicepresidente regional y el Consejo Regional.
La votación del presidente, vicepresidente y consejo regional se realiza en base al sufragio universal, que comprende a todos los ciudadanos nacionales mayores de dieciocho años, empadronados y residentes en el departamento de Ucayali y en pleno goce de sus derechos políticos.
El Consejo Regional de Ucayali está compuesto por 7 consejeros elegidos por sufragio directo para un período de cuatro (4) años, en forma conjunta con la elección del presidente regional. La votación es por lista cerrada y bloqueada. Se asigna a la lista ganadora los escaños según el método d'Hondt o la mitad más uno, lo que más le favorezca.

## Partidos y candidatos
A continuación se muestra una lista de los principales partidos y alianzas electorales que participaron en las elecciones:
| Candidatura | Candidatura | Partidos y alianzas | Candidatos | Candidatos                   | Ideología                                               | Ref.  |
| ----------- | ----------- | --- | ---------- | ---------------------------- | ------------------------------------------------------- | ----- |
|             | APRA        | Lista - Partido Aprista Peruano (APRA) |            | Luis Huerto Milla            | Aprismo                                                 | [ 3 ] |
|             | AP          | Lista - Acción Popular (AP) |            | Francisco Flores Quispe      | Humanismo Nacionalismo cívico Reformismo                | [ 3 ] |
|             | UPP         | Lista - Agrupación Independiente Unión por el Perú - Frente Amplio (UPP)                                                                    |            | César Castro Vera            | Liberalismo Progresismo Socialdemocracia                | [ 3 ] |
|             | PP          | Lista - Perú Posible (PP) |            | Ángelo Alfaro Lombardi       | Socioliberalismo Democracia liberal Tercera vía         | [ 3 ] |
|             | SP          | Lista - Somos Perú (SP) |            | Miguel Ibazeta Marino        | Democracia cristiana Conservadurismo social             | [ 3 ] |
|             | UN          | Lista - Unidad Nacional (UN) – Partido Popular Cristiano (PPC) – Solidaridad Nacional (SN) – Renovación Nacional (RN) – Cambio Radical (CR) |            | Jorge Bastos del Águila      | Democracia cristiana Conservadurismo Neoliberalismo     | [ 3 ] |
|             | MNI         | Lista - Movimiento Nueva Izquierda (MNI) |            | Arlene Falcón Guerra         | Marxismo-leninismo Mariateguismo Socialismo democrático | [ 3 ] |
|             | P           | Lista - Primero Perú (P) |            | Celsio Espinoza Peña         |                                                         | [ 3 ] |
|             | FRAP        | Lista - Frente Regional Acuerdo Popular (FRAP)                                                                                              |            | Juan Pérez del Castillo      | Regionalismo ucayalino                                  | [ 3 ] |
|             | IU          | Lista - Integrando Ucayali (IU) |            | Jorge Velásquez Portocarrero | Regionalismo ucayalino                                  | [ 3 ] |
|             | NA          | Lista - Movimiento Independiente Nueva Amazonía (NA)                                                                                        |            | Edwin Vásquez López          | Regionalismo ucayalino                                  | [ 3 ] |
|             | MIRA        | Lista - Movimiento Independiente Renacimiento Amazónico (MIRA)                                                                              |            | Miguel Granda Daza           | Regionalismo ucayalino                                  | [ 3 ] |

## Resultados

### Sumario general
|                        |                                                                  |              |              |              |            |            |
| Partidos y coaliciones | Partidos y coaliciones                                           | Voto popular | Voto popular | Voto popular | Consejeros | Consejeros |
| Partidos y coaliciones | Partidos y coaliciones                                           | Votos        | %            | ±pp          | Total      | +/−        |
|                        | Movimiento Independiente Nueva Amazonía (NA)                     | 41,192       | 30.24        | n/a          | 5          | n/a        |
|                        | Integrando Ucayali (IU)                                          | 32,113       | 23.58        | n/a          | 1          | n/a        |
|                        | Partido Aprista Peruano (APRA)                                   | 17,260       | 12.67        | n/a          | 1          | n/a        |
|                        | Unidad Nacional (UN)                                             | 13,763       | 10.10        | n/a          | 0          | n/a        |
|                        | Perú Posible (PP)                                                | 13,337       | 9.79         | n/a          | 0          | n/a        |
|                        | Frente Regional Acuerdo Popular (FRAP)                           | 8,316        | 6.11         | n/a          | 0          | n/a        |
|                        | Acción Popular (AP)                                              | 3,718        | 2.73         | n/a          | 0          | n/a        |
|                        | Somos Perú (SP)                                                  | 2,398        | 1.76         | n/a          | 0          | n/a        |
|                        | Movimiento Independiente Renacimiento Amazónico (MIRA)           | 2,369        | 1.74         | n/a          | 0          | n/a        |
|                        | Movimiento Nueva Izquierda (MNI)                                 | 762          | 0.56         | n/a          | 0          | n/a        |
|                        | Agrupación Independiente Unión por el Perú - Frente Amplio (UPP) | 546          | 0.40         | n/a          | 0          | n/a        |
|                        | Primero Perú (P)                                                 | 434          | 0.32         | n/a          | 0          | n/a        |
|                        |                                                                  |              |              |              |            |            |
| Total                  | Total                                                            | 136,208      |              |              | 7          | n/a        |
|                        |                                                                  |              |              |              |            |            |
| Votos válidos          | Votos válidos                                                    | 136,208      | 92.53        | n/a          |            |            |
| Votos en blanco        | Votos en blanco                                                  | 5,178        | 3.52         | n/a          |            |            |
| Votos nulos            | Votos nulos                                                      | 5,819        | 3.95         | n/a          |            |            |
| Votos emitidos         | Votos emitidos                                                   | 147,205      | 76.77        | n/a          |            |            |
| Abstenciones           | Abstenciones                                                     | 44,539       | 23.23        | n/a          |            |            |
| Votantes registrados   | Votantes registrados                                             | 191,744      |              |              |            |            |
|                        |                                                                  |              |              |              |            |            |
| Fuente:                |                                                                  |              |              |              |            |            |

### Autoridades electas
| Cargo                              | Autoridad electa | Autoridad electa               | Partido político | Partido político                        |
| ---------------------------------- | ---------------- | ------------------------------ | ---------------- | --------------------------------------- |
| Presidente Regional de Ucayali     |                  | Edwin Vásquez López            |                  | Movimiento Independiente Nueva Amazonía |
| Vicepresidente Regional de Ucayali |                  | Cayo Villacorta Rengifo        |                  | Movimiento Independiente Nueva Amazonía |
| Consejero Regional de Ucayali      |                  | Fernando Inga Cáceres          |                  | Movimiento Independiente Nueva Amazonía |
| Consejera Regional de Ucayali      |                  | Lily Sifuentes Torres          |                  | Movimiento Independiente Nueva Amazonía |
| Consejero Regional de Ucayali      |                  | Juan Agustín Fernández         |                  | Movimiento Independiente Nueva Amazonía |
| Consejera Regional de Ucayali      |                  | Rosa Navas Torres              |                  | Movimiento Independiente Nueva Amazonía |
| Consejera Regional de Ucayali      |                  | Lourdes Villacorta de Zagaceta |                  | Movimiento Independiente Nueva Amazonía |
| Consejera Regional de Ucayali      |                  | Justina Rojas Lozano           |                  | Integrando Ucayali                      |
| Consejero Regional de Ucayali      |                  | Sidney Hoyle Vega              |                  | Partido Aprista Peruano                 |